# Sant'Angelo a Cupolo
Sant'Angelo a Cupolo è un comune italiano di 3 996 abitanti della provincia di Benevento in Campania.

## Geografia fisica
È situato su una collina, sulla riva destra del fiume Sabato a circa 10 km da Benevento.

## Storia
Quantunque fosse stata sin ab antiquo nel dominio pontificio di Benevento, più d'una delle sue frazioni fu lungamente contesa dai Baroni di Montefusco e dai Re di Napoli non senza spargimento di sangue.

### Dominio feudale
Tenuto sempre nel dominio pontificio, solo la frazione di Pastene fu data in feudo a un Luigi Memmoli nel 1633, quindi trasferita a Capasso di Benevento.

### Simboli
Stemma
Lo stemma del comune è come concesso con decreto del presidente della Repubblica in data 14 ottobre 1958: «di azzurro, ai due monti di verde, all'Arcangelo Michele librato», gli ornamenti esteriori consistono in due rami, uno di quercia con ghiande e uno di alloro con drupe, il tutto al naturale, fra loro decussati sotto la punta dello scudo e annodati da un nastro dai colori nazionali, di verde, di bianco e di rosso.
Apposto sulla intestazione di tutti gli atti e documenti, al di sopra della denominazione del Comune e circondato dalla scritta "Comune di Sant'angelo a Cupolo", costituisce il bollo ufficiale dell'Ente.
Gonfalone
Il gonfalone comunale è costituito da un «drappo di colore azzurro, riccamente ornato di ricami d'argento e caricato dello stemma sopra descritto con l'iscrizione centrata in argento: COMUNE DI SANT'ANGELO A CUPOLO, così come autorizzato con D.P.C.M. in data 14.10.1958.»

## Monumenti e luoghi d'interesse

### Architetture religiose
Convento dei Liguorini
II maggior monumento di Sant'Angelo è il Convento dei Liguorini, edificato nel 1775 su una panoramica collina. Inizialmente sede di noviziato e studentato è poi stato destinato a casa di riposo per anziani. All'interno è degna di nota la bella cappella di Sant'Alfonso. La facciata ha subito un ampliamento nel 1925.
Cappella di San Michele
Nei pressi del cimitero troviamo la Cappella di San Michele, forse costruita intorno alla metà del XVI secolo.
Chiesa dei Santi Angelo e Leonardo
Del 1754, è stata modificata dopo l'ultimo restauro, l'interno custodisce la statua di San Michele del XVI secolo e due pregevoli affreschi: quello a sinistra dell'altare maggiore è opera di Liborius Pizzella. Nella chiesa si conserva anche la bella tela raffigurante la Madonna del Latte.

### Altro
- Alcune iscrizioni lapidarie romane raccolte dal Mommsen e dal Garrucci.
- Vestigia di antiche fabbriche e di un acquedotto.

## Società

### Evoluzione demografica
Abitanti censiti

## Geografia antropica

### Frazioni

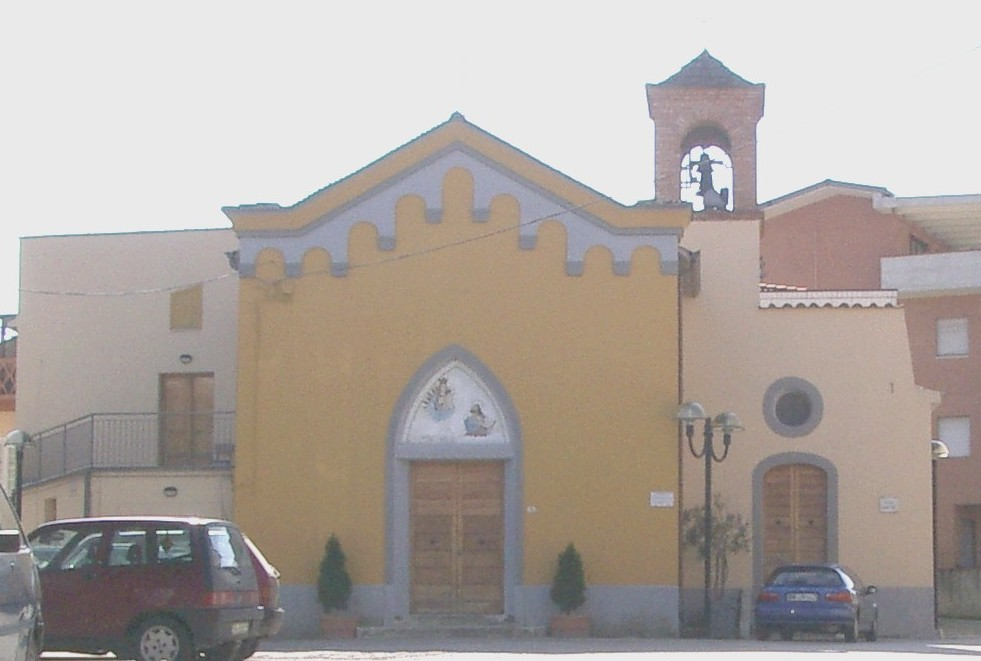
Chiesa di San Matteo Apostolo - Perrillo

- Montorsi è una frazione divisa in 2 parti, Montorsi e Montorsi valle, collegate direttamente solo da una piccola via tortuosa. Montorsi valle è raggiungibile da Benevento seguendo la SS88 e si trova subito dopo Motta valle. Il patrono di questa frazione è San Donato martire e si festeggia il 7 agosto.
- Perrillo è una frazione di circa 1.200 abitanti situata a 3 km a sud di Benevento.
- Motta è una frazione divisa in 2 parti, Motta e Motta Valle. La festa patronale è il 5 agosto, solennità della Madonna delle Neve a cui è dedicata la chiesa.
- San Marco ai Monti offre ai visitatori il famoso belvedere del Sannio. Un incantevole terrazzo naturale da dove è possibile ammirare il panorama di quasi tutta la provincia di Benevento.
- Pastene - Sciarra
- Panelli e Maccoli sono le frazioni più piccole dell'intero territorio comunale ma come le altre caratterizzate da un gradevolissimo paesaggio e da un insediamento urbano che non intacca il meraviglioso scenario ambientalistico tipico del Comune di Sant'Angelo a Cupolo.
- Cardilli è una piccola frazione collinare. Il nome deriva probabilmente dal cognome Cardillo, in origine preponderante sul territorio, e tuttora fortemente presente. Via Cardilli congiunge Sant'Angelo a Cupolo a Panelli e Pastene. Ricorrenza: Sant'Antonio Abate, 17 gennaio
- Bagnara è la frazione del comune di Sant'Angelo a Cupolo situata più a sud, al confine con la provincia di Avellino e exclave territoriale, separata dal resto del territorio di Sant'Angelo a Cupolo da Pagliara, parte del comune di San Nicola Manfredi. Anticamente la frazione apparteneva al comune di Chianche.

## Infrastrutture e trasporti

### Strade
Il comune è interessato dalle strade provinciali 12, 18 e 137.

### Ferrovie
Il comune era servito dalla stazione di Montorsi, situata nell'omonima frazione, sulla ferrovia Benevento-Avellino.

## Amministrazione
| Periodo        | Periodo        | Primo cittadino          | Partito      | Carica  | Note |
| -------------- | -------------- | ------------------------ | ------------ | ------- | ---- |
| 6 giugno 1993  | 27 aprile 1997 | Michele Guglielmo Vicere | Progressisti | Sindaco |      |
| 27 aprile 1997 | 13 maggio 2001 | Michele Guglielmo Vicere | L'Ulivo      | Sindaco |      |
| 13 maggio 2001 | 28 maggio 2006 | Egidio Bosco             | L'Ulivo      | Sindaco |      |
| 28 maggio 2006 | 15 maggio 2011 | Egidio Bosco             | L'Unione     | Sindaco |      |
| 15 maggio 2011 | 5 giugno 2016  | Fabrizio D'Orta          | Lista civica | Sindaco |      |
| 5 giugno 2016  | 4 ottobre 2021 | Fabrizio D'Orta          | Lista civica | Sindaco |      |
| 4 ottobre 2021 | in carica      | Diego Cataffo            | Lista civica | Sindaco |      |